# Лалла Латифа Хамму
Лалла Латифа Хамму (араб. للا لطيفة حمو‎; ок. 1946, недалеко от Хенифры — 29 июня 2024) — вдова короля Марокко Хасана II, мать Мухаммеда VI.

## Биография
Дочь одного из берберских вождей. В 1961 году вышла замуж за Хасана II, в браке с которым у неё было пять детей (принцесса Лалла Мерьем, Сиди Мухаммед, принцесса Лалла Асма, принцесса Лалла Хасна и принц Мулай Рашид). Несмотря на это, она не имеет королевского титула, была известна неофициально как «мать принцев».
После смерти Хасана II вышла замуж за Мухаммеда Медиюри, начальника охраны покойного монарха. Это привело к светскому скандалу — её сын Мухаммед VI в течение года отказывался общаться с матерью из-за того, что она вступила в повторный брак. Примирить их смог только президент Франции Жак Ширак.
Проживала во Франции со своим вторым мужем. Когда в августе 2022 года она заболела и была госпитализирована во Франции, Мухаммед VI приходил навестить её у постели.
Умерла 29 июня 2024 года в возрасте 78 лет.